# Giacomo Zanussi
Giacomo Zanussi (Aviano, 9 maggio 1894 – Milano, 29 agosto 1966) è stato un generale italiano, distintosi particolarmente durante la guerra civile spagnola, dove fu decorato con una Medaglia d'argento e una Croce di guerra al valor militare, e una promozione per merito di guerra.
Durante la seconda guerra mondiale prese parte all'invasione della Jugoslavia in qualità di Sottocapo di stato maggiore della 2ª Armata, allora al comando del generale Mario Roatta. Promosso generale di brigata per meriti eccezionali nel corso del 1943, fu uno dei protagonisti delle trattative con gli anglo-americani che portarono alla firma dell'armistizio di Cassibile. Prese parte alla fuga del Re e degli Alti comandi militari da Roma a Brindisi, e il 28 settembre gli fu affidato il comando del neocostituito 1º Raggruppamento Motorizzato che avrebbe dovuto operare contro le truppe tedesche a fianco di quelle Alleate, ma il giorno successivo fu sostituito nell'incarico dal generale Vincenzo Dapino. Nel gennaio 1945 assunse il comando del Gruppo di combattimento "Cremona" con cui partecipò alla liberazione di Venezia, venendo successivamente decorato con la Croce di Cavaliere dell'Ordine militare d'Italia. Dopo la fine del conflitto scrisse alcuni libri di carattere storico militare tra cui Guerra e catastrofe d'Italia edita in due volumi alla fine del 1945.

## Biografia
Nacque ad Aviano il 9 maggio 1894, figlio di Pietro, un avvocato, e Maria Dall'Oglio. Frequentò la Regia Accademia Militare di Modena, da cui uscì con il grado di sottotenente, assegnato all'arma di Fanteria, e poi partecipò alla prima guerra mondiale.
Promosso tenente colonnello, nel 1936 - 1937 partì volontario per la guerra di Spagna, dove svolse l’incarico di vicecapo di stato maggiore del Corpo Truppe Volontarie, allora e divenne generale Mario Roatta, distinguendosi nel corso della battaglia di Santander, venendo decorato con una Medaglia d'argento e una Croce di guerra al valor militare. Divenuto colonnello assunse il comando dell’88º Reggimento fanteria "Friuli", dal 5 giugno 1939 al 4 aprile 1941 e poi del 70º Reggimento di fanteria "Ancona" . Durante la seconda guerra mondiale fu dapprima capoufficio del capo di stato maggiore della 2ª Armata, partecipando alla invasione della Jugoslavia che terminò con l’annessione della Slovenia al Regno d’Italia. A lui si devono le operazioni che hanno portato al salvataggio di 1800 soldati italiani intrappolati a Korenica e a Udbina nel '42. Divenuto Capo di stato maggiore della 6ª Armata in Sicilia dall'8 febbraio al 7 giugno 1943; fu promosso generale di brigata l’11 giugno dello stesso anno.
Il 12 agosto 1943 il generale Giuseppe Castellano, su incarico del Capo del governo, Maresciallo d'Italia Pietro Badoglio, partì da Roma in treno per raggiungere l’Ambasciata d’Italia a Lisbona, capitale del Portogallo, dove avrebbe dovuto contattare  gli Alleati in vista della stipula di un armistizio. Castellano si presentò all'ambasciatore italiano Renato Prunas, tenuto appositamente all’oscuro di tutto, e dopo aver contattato i rappresentanti inglesi e americani, rientrò a Roma in treno, con il testo del documento, conosciuto come "armistizio corto", arrivandovi il 27 agosto.
Nel contempo, posto in allarme dalla mancanza di notizie da parte di Castellano, il Capo di stato maggiore dell'esercito, Mario Roatta, di concerto con il comandante del Servizio informazioni militare Giacomo Carboni, fece partire alla volta di Lisbona, il giorno  24 agosto, Zanussi con il compito di contattare  le autorità militari alleate, ed una volta giunto a Lisbona incontrò l’ambasciatore inglese sir Ronald Campbell che, erroneamente, gli consegnò il testo del così detto armistizio lungo ricevuto la sera prima, e ben diverso dal precedente. Letto il documento Zanussi chiese formalmente che al suo governo fosse dato altro tempo, al fine di valutarne il contenuto, e partì per rientrare in Italia.
Una volta in volo il generale Dwight D. Eisenhower diede ordine che, invece di atterrare il Sicilia, il suo aereo fosse dirottato dapprima a Gibilterra, e poi su Algeri, al fine di evitare che gli italiani entrassero in possesso del testo dell'armistizio lungo prima della firma di quello corto, che una volta avvenuta avrebbe di fatto impedito al governo italiano qualsiasi ripensamento.
Arrivato il giorno 28 ad Algeri,  quando cercò di trasmettere la copia in suo possesso a Roma il generale Walter Bedell Smith la requisì lasciandogli solo un documento di secondaria importanza. Il documento gli fu poi restituito, e poté rientrare  in Italia solo il 3 settembre, incontrando Castellano presso il Quartier generale alleato a Siracusa. in Sicilia, Quando i due generali si incontrarono non poterono scambiarsi i testi dei due documenti, e in quello stesso giorno a Cassibile venne firmato il testo dell'Armistizio corto. Fu Zanussi poi a trasmettere agli Alleati la richiesta italiana di fare atterrare sugli aeroporti dell’area della Capitale truppe anglo-americane al fine di contrastare la prevedibile reazione tedesca all’annuncio dell’avvenuto armistizio.
Tornato a Roma, dopo l’entrata in vigore dell'armistizio, avvenuta l'8 settembre, Zanussi prese parte alla fuga del governo dalla Capitale per raggiungere Brindisi, viaggiando su una autoblinda della PAI alla testa della colonna.
Il 28 dello stesso mese gli fu affidato il comando del 1º Raggruppamento Motorizzato costituito a San Pietro Vernotico, ma il giorno successivo, entrato in contrasto con il Capo di stato maggiore generale Vittorio Ambrosio, fu sostituito dal generale di brigata Vincenzo Dapino, che iniziò l'addestramento a Montesarchio, tra grandi difficoltà, sotto il diretto controllo degli anglo-americani. La motivazione ufficiale della sua sostituzione fu che Zanussi intendeva dotare il raggruppamento di muli e carriaggi ritenuti più adatti alla guerra di montagna che si sarebbe andati a combattere, mentre Dapino optò per la motorizzazione a tutti i costi, in quanto prevedeva di combattere una guerra di movimento. Secondo alcuni autori i rapporti personali tra Zanussi e Ambrosio erano tesi da tempo, in quanto il Capo di stato maggiore generale lo considerava troppo legato a Roatta. Pertanto fu trasferito a Nuoro, al comando della fanteria divisionale della 44 divisione Cremona rimanendovi un anno, dal 28 novembre 1943 al 9 novembre 1944.
A partire dal 1º gennaio 1945 fu vicecomandante del Gruppo di combattimento "Cremona" alla cui testa partecipò alla liberazione di Venezia rimanendo nell'incarico sino al 9 maggio seguente. Passò poi a disposizione del comando militare territoriale di Roma. Lasciato l'esercito dopo la fine della guerra, decorato con la Croce di Cavaliere dell'Ordine militare d'Italia, partecipò attivamente alle attività del Rotary Club. Autore di alcuni libri di carattere storico, si spense a Milano il 29 agosto 1966.

## Pubblicazioni

### Storiche
- Caratteri militari dei confini della patria, Ministero della guerra, Roma, 1937.
- Guerra e catastrofe d'Italia vol.1 Giugno 1940 - Giugno 1943, Corso Editore, Roma, 1945.[18]
- Guerra e catastrofe d'Italia vol.2 Giugno 1943 - Agosto 1945, Corso Editore, Roma, 1945.[18]
- Salvare l'esercito, Corso Editore, Roma, 1946.

### Per l'infanzia
- Ricciolino e la sirenetta, Casa editrice Imperia, 1923.
- Giro giro tondo vol. IV, A. Mondadori, Milano, 1924 (con lo pseudonimo di Cobò).

### Poesia
- Cose da nulla, Bazzi Editore, 1955.

### Annotazioni
1. ↑  Castellano non parlava inglese e fu accompagnato nel suo viaggio, con funzione di interprete, dal nipote di Badoglio, il console Franco Montanari.
2. ↑  Neanche Zanussi parlava inglese e fu accompagnato, con funzioni di interprete, dal tenente Franco Galvano Lanza di Trabia.
3. ↑  Il governo italiano doveva essersi reso conto dell’importanza del documento, e mandò appositamente un velivolo pilotato dal maggiore Giovanni Vassallo per trasferire Zanussi a Roma, ma senza successo.
4. ↑  Sullo stesso aereo viaggiavano i generali Harold Alexander, Walter Bedell Smith, e Kenneth Strong, e l’ambasciatore britannico ad Algeri, Harold Macmillan.
5. ↑  Così scrisse sul suo diario il generale Zanussi della fuga del Re e degli Alti Comandi militari da Roma, dopo la proclamazione dell'armistizio dell’8 settembre 1943: Sono passate le sei. Qualche soldato, fermo sui marciapiedi, davanti agli edifici del Ministero della Guerra e dello Stato Maggiore, saluta. Ma gli altri, i più, restano come sono, berretto di traverso, viso torvo, mani in tasca. Annusano la fuga dei capi.
6. ↑  Prima di lui aveva rifiutato tale incarico il generale Umberto Utili.
7. ↑  Questo reparto fu costituito il 27 settembre 1943 a San Pietro Vernotico, in Puglia, con una parte della 58ª Divisione fanteria "Legnano", affiancata dall'11º Reggimento artiglieria "Mantova", dal 51º Battaglione bersaglieri d’Istruzione (reparto formato da Allievi Ufficiali), il 5º Battaglione controcarri, una compagnia mista del Genio ed unità di servizi vari, per una forza complessiva di 5.556 uomini, 707 automezzi, 58 pezzi d’artiglieria, 60 mitragliatrici e 48 mortai.
8. ↑  Si sarebbe andati ad operare nell’ambiente appenninico e in pieno inverno.

### Fonti
1. 1 2 3  Boschesi 1975, p. 260.
2. 1 2  Coverdale 2015, p. 453.
3. ↑  Coverdale 2015, p. 215.
4. ↑  Osti Guerrazzi 2013, p. 11.
5. ↑  Osti Guerrazzi 2013, p. 20.
6. 1 2 3 4 5 6  Il gran pasticcio dell’armistizio, in Il Tempo, Roma, 13 agosto 2003.
7. 1 2 3 4 5  Weber 2011, p. 115.
8. 1 2 3 4  Gianni Corbi, La faccia feroce di Badoglio, in La Repubblica, 21 agosto 1993.
9. 1 2 3  Ennio Di Nolfo, Maurizio Serra, La gabbia infranta: Gli Alleati e l'Italia dal 1943 al 1945, Gius. Laterza e Figli Editore, Bari, 2014.
10. ↑  O'Reilly 2001, p. 60.
11. 1 2 3  Tedde, Sanna 2012, p. 82.
12. ↑  O'Reilly 2001, p. 150.
13. ↑   Sito web del Quirinale: dettaglio decorato, su quirinale.it. URL consultato il 21 settembre 2017.
14. ↑  Gazzetta Ufficiale del Regno d’Italia n.240 del 16 ottobre 1931, pag. 5053.
15. ↑  Supplemento alla Gazzetta Ufficiale del Regno d’Italia n.178 del 30 luglio 1941, pag. 4.
16. ↑  Registrato alla Corte dei Conti lì 22 aprile 1939, registro n.16, foglio 232.
17. ↑  Bollettino Ufficiale 21 agosto 1943, dispensa 78ª, registrato alla Corte dei Conti addì 6 agosto 1943, registro n.28, foglio 3.
18. 1 2  O'Reilly 2001, p. 72.

### Periodici
- Carlo De Risio, Tutti gli uomini del SIM, in Storia Illustrata n. 271, A.Mondadori Editore, Milano, giugno 1980.
- The Rotarian Vol. 89, Num. 1, july 1956, pagina 5.